# Benson Egemonye
Airenakho Benson Egemonye (Benin City, 30 marzo 1983) è un ex cestista nigeriano, professionista in Europa, Asia e Sudamerica.

## Carriera
Con la Nigeria ha disputato i Campionati africani del 2009.